# وابیه ۱۱۱۹
سیارک ۱۱۱۹ (به انگلیسی: 1119 Euboea، نامگذاری:1927UB) هزار و صد و نوزدهمین سیارک کشف شده‌است که در ۲۷ اکتبر ۱۹۲۷ و در هایدلبرگ کشف شد.
قدر مطلق سیارک برابر ۱۱٫۲۰ است.